# Unió de Federacions de Futbol del Nord d'Àfrica
La Unió de Federacions de Futbol del Nord d'Àfrica, també coneguda per l'acrònim UNAF (Union of North African Football Federations, en anglès o Union Nord-Africaine de Football, en francès), és l'òrgan de govern del futbol de les federacions del nord d'Àfrica de la Confederació Africana de Futbol (CAF). Va ser fundada l'any 2005 per les federacions d'Algèria, Egipte, Líbia, Marroc i Tunísia i és una de les cinc zones geogràfiques en què està dividida la CAF, la més gran de les sis confederacions que integren la Federació Internacional de Futbol Associació (FIFA).
Els presidents són elegits per a períodes de quatre anys de manera rotatòria entre les cinc federacions membres de la UNAF.
L'any 2009, l'Associació Egípcia de Futbol es va retirar de la UNAF en senyal de protesta pels incidents entre les seleccions d'Egipte i d'Algèria en un partit de play-off. L'any 2011, els egipcis es van reincorporar a la UNAF.
Totes les federacions de la UNAF són membres de la Unió d'Associacions de Futbol Àrabs (UAFA).
La UNAF organitza diverses competicions de totes les categories que també inclouen el futbol sala i el futbol femení i juvenil.

## Membres de la UNAF
| Pais    | Federació                            |
| ------- | ------------------------------------ |
| Algèria | Federació Algeriana de Futbol        |
| Marroc  | Reial Federació Marroquina de Futbol |
| Tunísia | Federació Tunisiana de Futbol        |
| Egipte  | Associació Egípcia de Futbol         |
| Líbia   | Federació Líbia de Futbol            |